# (67308) Öveges
(67308) Öveges, désignation internationale (67308) Oveges, est un astéroïde de la ceinture principale.

## Description
(67308) Oveges est un astéroïde de la ceinture principale. Il fut découvert le 21 avril 2000 à Piszkesteto par Krisztián Sárneczky et László L. Kiss. Il présente une orbite caractérisée par un demi-grand axe de 3,00 UA, une excentricité de 0,10 et une inclinaison de 9,6° par rapport à l'écliptique.

## Compléments